# ブローン・アパート
『ブローン・アパート』（原題: Incendiary）は、2008年のイギリス映画。クリス・クリーヴの小説『息子を奪ったあなたへ』を原作にしている。

## ストーリー
ロンドンのイーストエンドに住むある若い母親。警察の爆弾処理班の夫レニーとの関係が冷え切っている彼女にとって、幼い息子だけが心の支えだった。
そんなある日、爆弾処理へ向かったレニーの身を案じる彼女はその孤独に耐えられなくなり、パブで出会った新聞記者のジャスパーと一晩関係を持ってしまう。彼女は後悔するが、レニーと息子がサッカー観戦にスタジアムへ向かった日、彼女とジャスパーは偶然再会する。彼の押しに負けて彼女はジャスパーを自宅に招き入れ、再びセックスをしてしまう。
しかしその最中、つけていたテレビがレニーと息子が向かったスタジアムで大規模な自爆テロが起きたことを知らせる。急いで現場に向かう二人だったが、夫と息子を失ったことを知った彼女は、大きな罪悪感に襲われ全てに絶望する。一方ジャスパーは、スタジアムのテロについて、真相を明らかにしようと躍起になる。

## キャスト
※括弧内は日本語吹き替え
- レニーの妻 - ミシェル・ウィリアムズ（高橋理恵子）
- ジャスパー・ブラック - ユアン・マクレガー（森川智之）
- テレンス・ブッチャー - マシュー・マクファディン（藤真秀）
- レニー - ニコラス・グリーヴス（土田大）
- 息子 - シドニー・ジョンストン（小田恵大）